# Monticola cinclorhynchus
Monticola cinclorhynchus е вид птица от семейство Muscicapidae.

## Разпространение
Видът е разпространен в Афганистан, Бутан, Индия, Мианмар, Непал и Пакистан.